# Working testy retrieverů tour
Working testy retrieverů tour (zkráceně WT Tour) je soutěž pořádána sdružením Retriever Sport CZ, která je určena pro všechna plemena retrieverů.
Již tradičně se každá sezóna skládá z pěti závodů (working testů retrieverů), které jsou rozděleny do čtyř výkonnostních tříd E, L, M a S. Třída veteránů se nezapočítává do celkové klasifikace. Sezóna obvykle začíná v březnu a končí v září posledním závodem, kterým je WT finále.

## Historie
Jako inspiraci pro hodnocení byla původně tabulka ATP World Tour. Tabulka WT Tour byla průběžně aktualizována a zahrnovala hodnocení za období 365 dní od posledních WT. Titul vítěz WT Tour získal pouze český pes, který na konci sezóny byl na prvním místě. Kromě WT pořádaných RSCZ byly do tohoto hodnocení započítávány i výsledky WT pořádaný jinými kluby.

### Změny pravidel
- 2010 - Poprvé jsou zahrnuty výsledky startujících z ciziny do celkového hodnocení, ale jen v rámci WT pořádaných RSCZ a RKCZ.
- 2011 - Celková tabulka WT Tour je sestavena pouze z výsledků WT pořádaných RSCZ a pouze v daném kalendářním roce.

## Bodovací systém
Výsledné body v dané sezóně se vytváření na základě součtu tří údajů - třída (nejvyšší absolvovanou třídu), ocenění (součet bodů získaných za jednotlivé ocenění) a umístění (součet bodů získaných za jednotlivá umístění). V případě rovnosti bodů za celou sezónu vyhrává starší pes/fena.
| Třída | S  | M  | L  | E  |
| ----- | -- | -- | -- | -- |
| Body  | 80 | 60 | 40 | 20 |

| Ocenění | V  | VD | D  | O | N |
| ------- | -- | -- | -- | - | - |
| Body    | 20 | 15 | 10 | 5 | 0 |

| Úmístění | 1 | 2 | 3 |
| -------- | - | - | - |
| Body     | 6 | 4 | 2 |

## Přehled vítězů jednotlivých ročníků

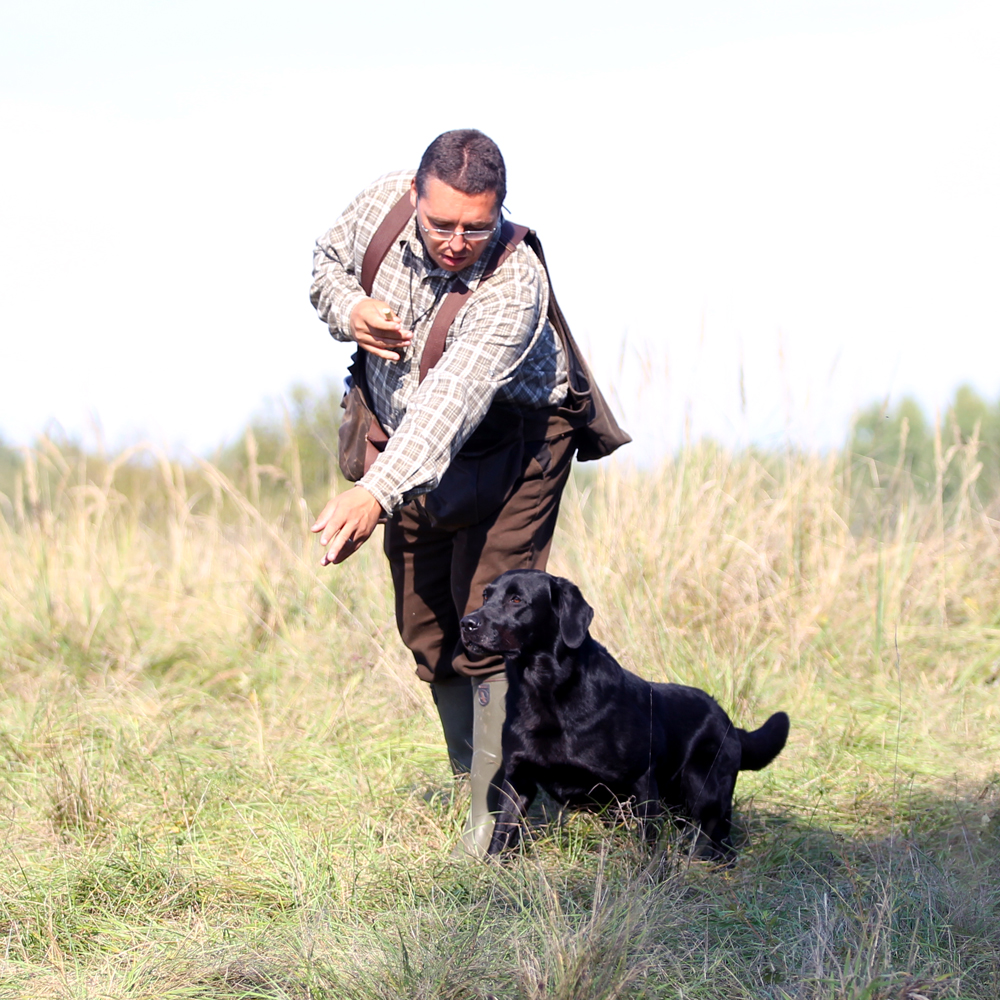
M. Incédi a Blackthorn Biham
vítěz: 2009, 2011, 2014, 2015

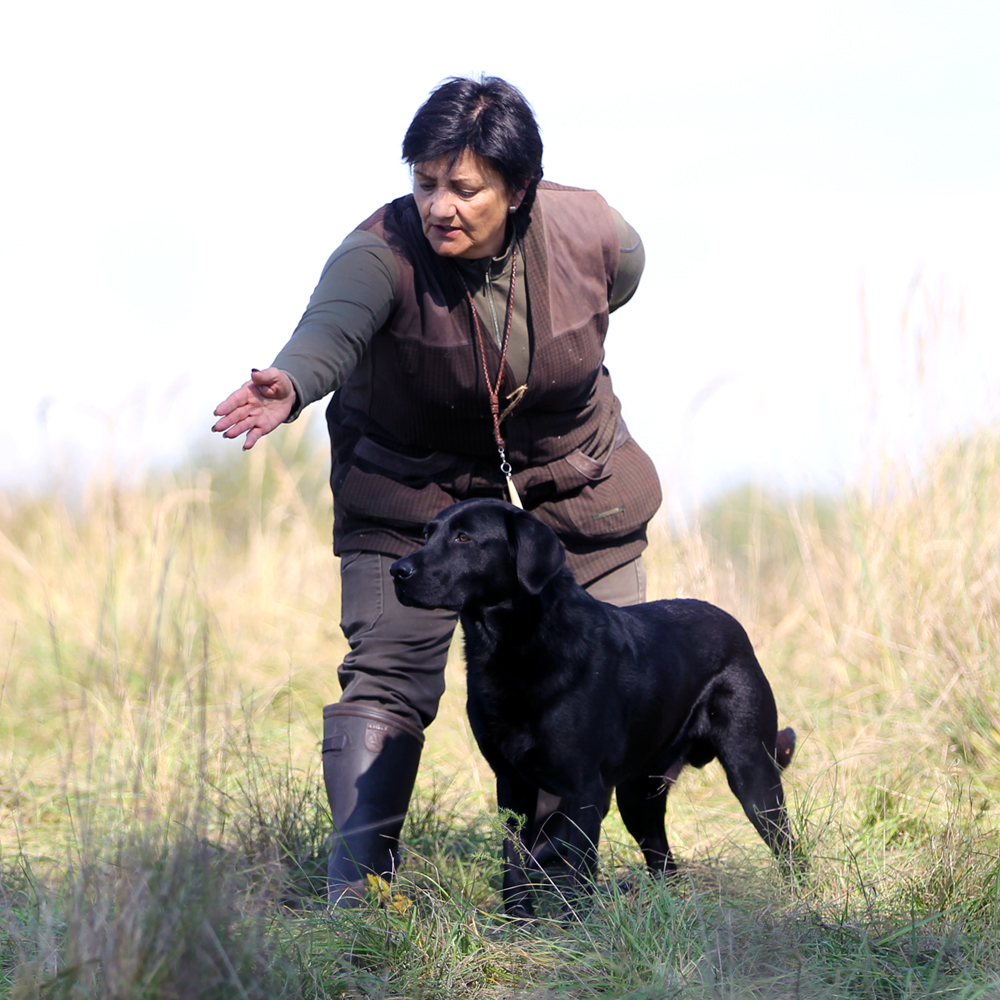
J. Bubeníková a Blackthorn Dubhe
vítěz: 2010

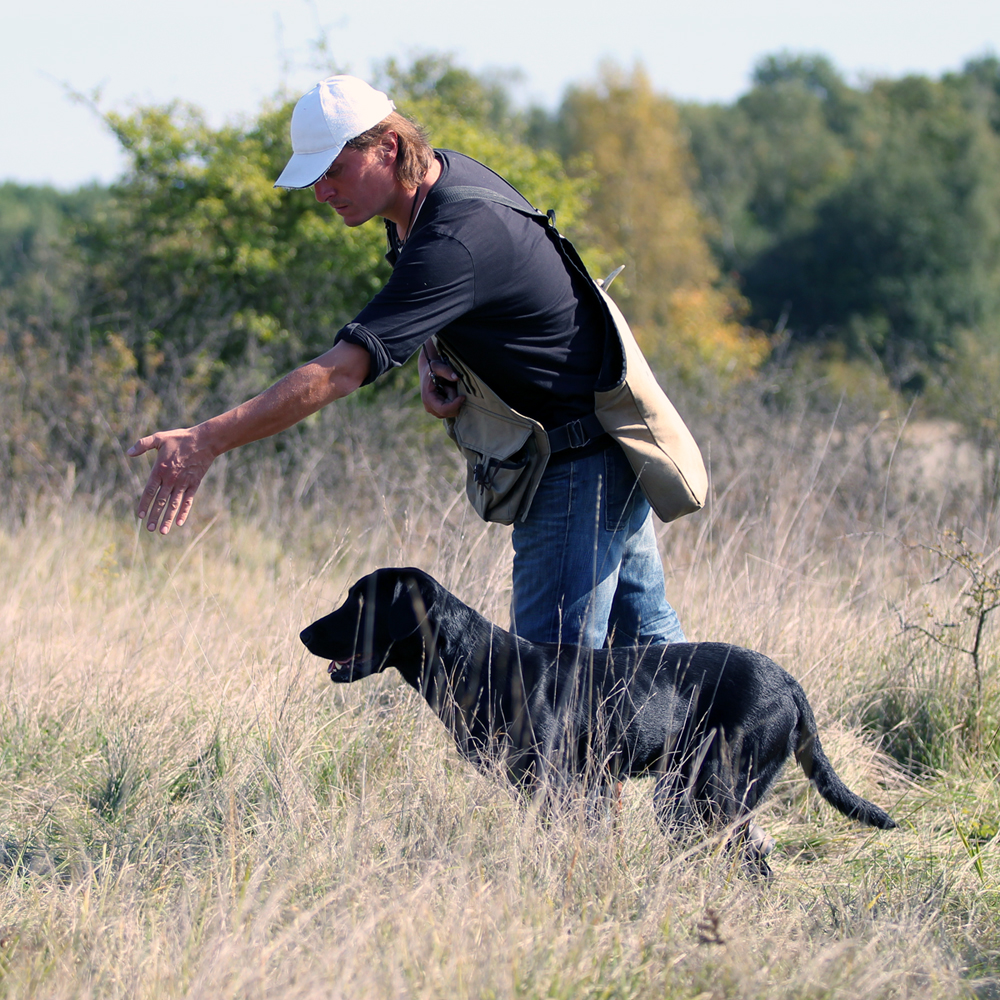
M. Krejčí a Blackthorn Izar
vítěz: 2013, 2016, 2017

| Ročník | Rok  | Vůdce                       | Pes                           | Plemeno | Věk psa | Počet kol | Vítězství | Body | Rozdíl | Pozn.           |
| ------ | ---- | --------------------------- | ----------------------------- | ------- | ------- | --------- | --------- | ---- | ------ | --------------- |
| I.     | 2007 | Martin Rytíř (1)            | Hany Regent Plus (1)          | LR      | 4,6     | -         | 2         | 143  | 19     | [ p 1 ]         |
| II.    | 2008 | Petr Bubeník (1)            | Icke Regent Plus (1)          | LR      | 2,4     | -         | 2         | 195  | 9      | [ p 2 ]         |
| III.   | 2009 | Martin Incédi (1)           | Blackthorn Biham‡ (1)         | LR      | 2,5     | -         | 2         | 217  | 18     | [ p 3 ]         |
| IV.    | 2010 | Jaroslava Bubeníková (1)    | Blackthorn Dubhe (1)          | LR      | 2,5     | -         | 1         | 223  | 37     |                 |
| V.     | 2011 | Martin Incédi (2)           | Blackthorn Biham‡ (2)         | LR      | 4,4     | 6         | 4         | 179  | 35     |                 |
| VI.    | 2012 | David Borgesen (1)          | Drake's Bay Harley (1)        | LR      | 1,8     | 5         | 3         | 196  | 53     | [ p 4 ] [ p 5 ] |
| VII.   | 2013 | Miroslav Krejčí (1)         | Blackthorn Izar (1)           | LR      | 3,5     | 5         | 2         | 143  | 16     |                 |
| VIII.  | 2014 | Martin Incédi (3)           | Blackthorn Biham (3)          | LR      | 7,5     | 5         | 1         | 133  | 0      | [ p 6 ]         |
| IX.    | 2015 | Martin Incédi (4)           | Blackthorn Biham (4)          | LR      | 8,5     | 5         | 2         | 161  | 6      |                 |
| X.     | 2016 | Miroslav Krejčí (2)         | Blackthorn Izar (2)           | LR      | 6,5     | 5         | 1         | 164  | 13     |                 |
| XI.    | 2017 | Miroslav Krejčí (3)         | Blackthorn Izar‡ (3)          | LR      | 7,5     | 5         | 3         | 143  | 7      |                 |
| XII.   | 2018 | Uschi Wieland (1)           | Natsuki Biely Agát (1)        | LR      | 6,3     | 5         | 2         | 146  | 2      |                 |
| XIII.  | 2019 | Jana Šimková (1)            | Aria Eden Loci (1)            | LR      | 4,5     | 5         | 3         | 163  | 13     |                 |
| XIV.   | 2020 | Bernadette Dierks-Meyer (1) | Crazylake Afrika (1)          | LR      | 5,2     | 2         | 1         | 106  | 0      | [ p 7 ] [ p 8 ] |
| XV.    | 2021 | Romana Chobotská (1)        | Paartal Pioneer's Montaro (1) | FCR     | 2,2     | -         | 1         | 157  | 15     | [ p 9 ]         |
| XVI.   | 2022 | Jana Salabová (1)           | El Emilia Arlet Star (1)      | LR      | 4,5     | -         | 3         | 193  | 48     | [ p 10 ]        |

‡ vítěz WT finále ve stejném roce.

- Věk psa - stáří psa v době konání posledních WT sezóny[7][8].
- Počet kol a Vítězství - není uváděno v prvních čtyřech ročnících, protože jednotliví psi mohli startovat různý počet závodů.

Poznámky
1. ↑  Druhý český pes v pořadí WT Tour 2007 byl Icke Regent Plus vůdce Petra Bubeníka, který získal 124 bodů. Výsledky uvádějí chybný počet získaných bodů (114 bodů).
2. ↑  Icke Regent Plus získal 4× hodnocení výbor ve třídě L, byť je to v rozporu s řády RSCZ[5]. Bylo tak dosaženo díky Working Test Finále pořádaném ÖRC. Pokud se totiž účastník kvalifikuje do této soutěže v dané třídě a navíc v ní i obdržel 3× hodnocení výborné, může v této třídě přesto startovat pokud neabsolvoval vyšší třídu[6].
3. ↑  Druhý český pes v pořadí WT Tour 2009 byla Woodquarter Gundog's Alabama vůdkyně Michaely Tomcové, která získala 199 bodů.
4. ↑  Výsledky uvádějí chybný počet získaných bodů u vítěze WT Tour (170 bodů), protože nebylo přičtěno 26 bodů za WT Cup Tábor.
5. ↑  Druhý pes v pořadí WT Tour 2012 byl Blackthorn Izar vůdce Miroslava Krejčího, který získal 143 bodů. Výsledky uvádějí chybný počet získaných bodů (126 bodů), protože nebylo přičtěno 17 bodů za WT Milovice.
6. ↑  Stejný počet bodů jako vítěz získal druhý pes v pořadí Watergreen Joker vůdce Martina Incédiho.
7. ↑  Sezóna byla poznamenána pandemií covidu-19.
8. ↑  Stejný počet bodů jako vítěz získal druhý pes v pořadí Blackthorn Aruna vůdce Rity Kökény.
9. ↑  Počet kol není uveden, protože třída L probíhala nezávisle v obou soutěžních dnech.
10. ↑  Počet kol není uveden, protože třída L probíhala nezávisle v obou soutěžních dnech.

## Výsledky vítězů jednotlivých ročníků v daném ročníku

### Sezóny 2007 - 2010
| Ročník | Rok  | Vůdce / Pes                           | 1        | 2        | 3         | 4      | 5        | 6         | 7       | 8        | 9        | 10       | 11        | 12        | 13      | Celkem body |
| ------ | ---- | ------------------------------------- | -------- | -------- | --------- | ------ | -------- | --------- | ------- | -------- | -------- | -------- | --------- | --------- | ------- | ----------- |
|        |      |                                       |          |          |           |        |          |           |         |          |          |          |           |           |         |             |
| I.     | 2007 | Martin Rytíř Hany Regent Plus         | KRI L3VD | KUJ L1V  | CEL -     | A-HI - | H-TA -   | KRI -     | STU -   | ZAH -    | A-KE -   | CEL -    | KUJ -     | A-PI -    |         | 143         |
| I.     | 2007 | Martin Rytíř Hany Regent Plus         | KRI M3N  | KUJ M2VD | CEL M1VD  | A-HI - | H-TA -   | KRI -     | STU ×   | ZAH ×    | A-KE -   | CEL -    | KUJ -     | A-PI -    |         | 143         |
|        |      |                                       |          |          |           |        |          |           |         |          |          |          |           |           |         |             |
| II.    | 2008 | Petr Bubeník Icke Regent Plus         | CEL -    | H-SO -   | A-KA L3VD | CBE -  | A-OT L4V | A-MS L17O | ZAH L1V | A-GR L3V | CBE -    | A-MU L2V | TRE -     |           |         | 195         |
| II.    | 2008 | Petr Bubeník Icke Regent Plus         | CEL ×    | H-SO -   | A-KA -    | CBE -  | A-OT -   | A-MS -    | ZAH ×   | A-GR -   | CBE -    | A-MU -   | TRE M1VD  |           |         | 195         |
|        |      |                                       |          |          |           |        |          |           |         |          |          |          |           |           |         |             |
| III.   | 2009 | Martin Incédi Blackthorn Biham        | TRE M3D  | A-GR -   | TAB M3V   | KON -  | H-SO M1V | CBE -     | A-OT -  | BDA -    | D-MC -   | TRE -    | A-ST -    | A-MR -    | MIL -   | 217         |
| III.   | 2009 | Martin Incédi Blackthorn Biham        | TRE ×    | A-GR -   | TAB -     | KON ×  | H-SO -   | CBE -     | A-OT -  | BDA -    | D-MC -   | TRE ×    | A-ST S2VD | A-MR S3VD | MIL S1V | 217         |
|        |      |                                       |          |          |           |        |          |           |         |          |          |          |           |           |         |             |
| IV.    | 2010 | Jaroslava Bubeníková Blackthorn Dubhe | CBE L2V  | TRE L5N  | MIL L1V   | CZ-B - | CBE L2VD | CBE L4V   | ZAH -   | TAB -    | CZ-K -   |          |           |           |         | 223         |
| IV.    | 2010 | Jaroslava Bubeníková Blackthorn Dubhe | CBE -    | TRE -    | MIL -     | CZ-B × | CBE -    | CBE M2VD  | ZAH ×   | TAB M2D  | CZ-K M1V |          |           |           |         | 223         |

Zdroje:

Kurzívou - akce pořádané jinými organizacemi - Deutsche Retriever Club (DRC), Golden Retriever Kör (GRK), Österreichischen Retriever Club (ÖRC) a Retriever klub CZ (RKCZ).
| MMM T#O | MMM - název soutěže T - třída \| # - umístění \| O - ocenění |

|           | Barva                      | Popis                  | Zkratka |
| --------- | -------------------------- | ---------------------- | ------- |
|           |                            |                        |         |
| Třída     | Bez barvy                  | třída E (puppy)        | E       |
| Třída     | Bez barvy                  | třída L (novice)       | L       |
| Třída     | Bez barvy                  | třída M (intermediate) | M       |
| Třída     | Bez barvy                  | třída S (open)         | S       |
|           |                            |                        |         |
| Umístění  |                            |                        |         |
| Zlatá     | 1. místo                   | 1. místo               |         |
| Stříbrná  | 2. místo                   | 2. místo               |         |
| Bronzová  | 3. místo                   | 3. místo               |         |
| Bez barvy | n. místo                   | n. místo               |         |
|           |                            |                        |         |
| Ocenění   |                            |                        |         |
| Zelená    | výborný                    | V                      |         |
| Zelená    | velmi dobrý                | VD                     |         |
| Zelená    | dobrý                      | D                      |         |
| Zelená    | obstál                     | O                      |         |
| Červená   | neobstál                   | N                      |         |
|           |                            |                        |         |
| Ostatní   |                            |                        |         |
| Bez barvy | nestartoval                | -                      |         |
| Bez barvy | třída neotevřena           | ×                      |         |
| Modrá     | neklasifikován / odstoupil | n.c.                   |         |
| Černá     | diskvalifikován            | DSQ                    |         |

#### Přehled WT započítávaných do WT Tour
Mezi roky 2007 až 2010 byly do celkového hodnocení zahrnuty i výsledky startujících v zahraničí. Na konci každého ročníku byl vždy uveřejněn seznam zahraničních WT, které byly automaticky započteny. Vždy se jednalo o WT pořádány v Rakousku, Maďarsku případně v Německu. Výjimku tvořil Mock Trial (jiný název pro Dummy Trial) konaný v Hirschbachu v Rakousku. Pokud startující absolvoval i jiná WT, bylo možné tyto výsledky také započítat do celkového hodnocení.
| Ročník | Rok  | Název WT |
| ------ | ---- | --- |
| I.     | 2007 | WT Tata (duben), MT Hirschbach (duben), WT Kefemarkt (červenec), WT Pillersee (září)                                                     |
| II.    | 2008 | WT Sopron (květen), WT Kärnten (květen), WT Ottenstein (květen), WT Maria Schmolln (červen), WT Grub (srpen), Working Test Finale (září) |
| III.   | 2009 | WT Grub (březen), WT Sopron (květen), WT Ottenstein (červen), Munich Cup (srpen), WT Stegersbach (září), Working Test Finale (září)      |
| IV.    | 2010 | WT Bažantnice u Třebíče (květen), WT Kostelní Střimelice (listopad)                                                                      |

### Sezóny 2011 - 2020
| Ročník | Rok  | Vůdce / Pes                       | 1        | 2        | 3        | 4         | 5        | 6        | Celkem body |
| ------ | ---- | --------------------------------- | -------- | -------- | -------- | --------- | -------- | -------- | ----------- |
|        |      |                                   |          |          |          |           |          |          |             |
| V.     | 2011 | Martin Incédi Blackthorn Biham    | TRE S1V  | TAB S1V  | MIL ×    | CBE -     | CBE S1V  | TAB S1VD | 179         |
|        |      |                                   |          |          |          |           |          |          |             |
| VI.    | 2012 | David Borgesen Drake's Bay Harley | MIL -    | TAB E1V  | TRE E1V  | HLU -     | ZAH -    |          | 196         |
| VI.    | 2012 | David Borgesen Drake's Bay Harley | MIL L10N | TAB -    | TRE L2V  | HLU L13N  | ZAH -    |          | 196         |
| VI.    | 2012 | David Borgesen Drake's Bay Harley | MIL ×    | TAB -    | TRE ×    | HLU M13N  | ZAH M1VD |          | 196         |
| VI.    | 2012 | David Borgesen Drake's Bay Harley | MIL ×    | TAB -    | TRE ×    | HLU -     | ZAH S2VD |          | 196         |
|        |      |                                   |          |          |          |           |          |          |             |
| VII.   | 2013 | Miroslav Krejčí Blackthorn Izar   | RAK M2VD | RAS M1VD | JAL -    | CBE M3V   | TAB M1VD |          | 143         |
| VII.   | 2013 | Miroslav Krejčí Blackthorn Izar   | RAK ×    | RAS -    | JAL ×    | CBE -     | TAB S6N  |          | 143         |
|        |      |                                   |          |          |          |           |          |          |             |
| VIII.  | 2014 | Martin Incédi Blackthorn Biham    | RAK -    | TAB S1VD | JES S3VD | CBE -     | MIL S4VD |          | 133         |
|        |      |                                   |          |          |          |           |          |          |             |
| IX.    | 2015 | Martin Incédi Blackthorn Biham    | RAK -    | HBR S1VD | JES S3VD | CBE S1V   | TAB S3VD |          | 161         |
|        |      |                                   |          |          |          |           |          |          |             |
| X.     | 2016 | Miroslav Krejčí Blackthorn Izar   | JIL S5V  | TAB S2VD | JES -    | CBE S1V   | HBR S2VD |          | 164         |
|        |      |                                   |          |          |          |           |          |          |             |
| XI.    | 2017 | Miroslav Krejčí Blackthorn Izar   | JIL -    | CBE S1VD | TUR S1VD | HBR -     | BKO S1VD |          | 143         |
|        |      |                                   |          |          |          |           |          |          |             |
| XII.   | 2018 | Uschi Wieland Natsuki Biely Agát  | PHA S1VD | MEL -    | NOV S1V  | CEL -     | MIL S2VD |          | 146         |
|        |      |                                   |          |          |          |           |          |          |             |
| XIII.  | 2019 | Jana Šimková Aria Eden Loci       | MEL L1V  | KOS L5VD | NOV L1VD | KON L11VD | MIL -    |          | 163         |
| XIII.  | 2019 | Jana Šimková Aria Eden Loci       | MEL -    | KOS -    | NOV -    | KON -     | MIL M1V  |          | 163         |
|        |      |                                   |          |          |          |           |          |          |             |
| XIV.   | 2020 | B. Dierks-Meyer Crazylake Afrika  | KON -    | RNL S1V  |          |           |          |          | 106         |

Zdroje:
| MMM T#O | MMM - název soutěže T - třída \| # - umístění \| O - ocenění |

|           | Barva                      | Popis                  | Zkratka |
| --------- | -------------------------- | ---------------------- | ------- |
|           |                            |                        |         |
| Třída     | Bez barvy                  | třída E (puppy)        | E       |
| Třída     | Bez barvy                  | třída L (novice)       | L       |
| Třída     | Bez barvy                  | třída M (intermediate) | M       |
| Třída     | Bez barvy                  | třída S (open)         | S       |
|           |                            |                        |         |
| Umístění  |                            |                        |         |
| Zlatá     | 1. místo                   | 1. místo               |         |
| Stříbrná  | 2. místo                   | 2. místo               |         |
| Bronzová  | 3. místo                   | 3. místo               |         |
| Bez barvy | n. místo                   | n. místo               |         |
|           |                            |                        |         |
| Ocenění   |                            |                        |         |
| Zelená    | výborný                    | V                      |         |
| Zelená    | velmi dobrý                | VD                     |         |
| Zelená    | dobrý                      | D                      |         |
| Zelená    | obstál                     | O                      |         |
| Červená   | neobstál                   | N                      |         |
|           |                            |                        |         |
| Ostatní   |                            |                        |         |
| Bez barvy | nestartoval                | -                      |         |
| Bez barvy | třída neotevřena           | ×                      |         |
| Modrá     | neklasifikován / odstoupil | n.c.                   |         |
| Černá     | diskvalifikován            | DSQ                    |         |

### Sezóna 2021
První soutěž proběhla až v červnu po uvolnění opatření ohledně probíhající pandemie covidu-19 oproti obvyklému březnu. Nakonec proběhly všechny 4 soutěžní kola, jak bylo plánováno. V průběhu sezóny došlo k několika změnám.
- Nově od začátku sezóny byla začleněna třída L i do nedělního programu. Jako jediná třída proběhla nezávisle v obou soutěžních dnech. V plánu činnosti na rok 2021[19] a ani v propozicích na WT[20] nijak nebylo upraveno, jaký to bude mít vliv na celkové hodnocení ve WT tour.
- Po první soutěži v sezóně (WT Mělník) bylo oznámeno se zpětnou platností, že do celkového hodnocení bude započten jen lepší výsledek dosažený ve třídě L bez upřesnění[21], jestli se jedná o dosažení lepší pozici a nebo o vyšší zisk bodů do celkového hodnocení WT tour.
- Před poslední soutěží v sezóně (WT Finále 2021) byla nedělní třída L vyřazená z WT tour a výsledky z ní nebyly započteny do celkového hodnocení WT tour[22].

Všechny tyto změny se promítly do celkového hodnocení WT tour. Díky tomu se na prvních třech místech umístili psi, kteří využili možnost dvakrát startoval po oba dva soutěžní dny ve třídě L a poté v druhé polovině sezóny prošli třídu M.
|     |      |                                            |           |          |          |          |     |  |  |
| XV. | 2021 | Romana Chobotská Paartal Pioneer's Montaro | MEL L112N | CHL L11V | RNL L15V | MIL -    | 157 |  |  |
| XV. | 2021 | Romana Chobotská Paartal Pioneer's Montaro | MEL L22VD | CHL L23V | RNL -    |          | 157 |  |  |
| XV. | 2021 | Romana Chobotská Paartal Pioneer's Montaro | MEL -     | CHL -    | RNL M3VD | MIL M5VD | 157 |  |  |

Zdroje:

L1 - třída L probíhající v sobotu

L2 - třída L probíhající v neděli
| MMM T#O | MMM - název soutěže T - třída \| # - umístění \| O - ocenění |

|           | Barva                      | Popis                  | Zkratka |
| --------- | -------------------------- | ---------------------- | ------- |
|           |                            |                        |         |
| Třída     | Bez barvy                  | třída E (puppy)        | E       |
| Třída     | Bez barvy                  | třída L (novice)       | L       |
| Třída     | Bez barvy                  | třída M (intermediate) | M       |
| Třída     | Bez barvy                  | třída S (open)         | S       |
|           |                            |                        |         |
| Umístění  |                            |                        |         |
| Zlatá     | 1. místo                   | 1. místo               |         |
| Stříbrná  | 2. místo                   | 2. místo               |         |
| Bronzová  | 3. místo                   | 3. místo               |         |
| Bez barvy | n. místo                   | n. místo               |         |
|           |                            |                        |         |
| Ocenění   |                            |                        |         |
| Zelená    | výborný                    | V                      |         |
| Zelená    | velmi dobrý                | VD                     |         |
| Zelená    | dobrý                      | D                      |         |
| Zelená    | obstál                     | O                      |         |
| Červená   | neobstál                   | N                      |         |
|           |                            |                        |         |
| Ostatní   |                            |                        |         |
| Bez barvy | nestartoval                | -                      |         |
| Bez barvy | třída neotevřena           | ×                      |         |
| Modrá     | neklasifikován / odstoupil | n.c.                   |         |
| Černá     | diskvalifikován            | DSQ                    |         |

### Sezóny 2022
| Ročník | Rok  | Vůdce / Pes                        | 1       | 2        | 3        | 4        | 5        | Celkem body |
| ------ | ---- | ---------------------------------- | ------- | -------- | -------- | -------- | -------- | ----------- |
|        |      |                                    |         |          |          |          |          |             |
| XVI.   | 2022 | Jana Salabová El Emilia Arlet Star | MEL M1V | VBO M1VD | KON M11D | RNL M4VD | MIL M5VD | 193         |
| XVI.   | 2022 | Jana Salabová El Emilia Arlet Star | MEL -   | VBO -    | KON -    | RNL -    | MIL S1V  | 193         |

Zdroje:
| MMM T#O | MMM - název soutěže T - třída \| # - umístění \| O - ocenění |

|           | Barva                      | Popis                  | Zkratka |
| --------- | -------------------------- | ---------------------- | ------- |
|           |                            |                        |         |
| Třída     | Bez barvy                  | třída E (puppy)        | E       |
| Třída     | Bez barvy                  | třída L (novice)       | L       |
| Třída     | Bez barvy                  | třída M (intermediate) | M       |
| Třída     | Bez barvy                  | třída S (open)         | S       |
|           |                            |                        |         |
| Umístění  |                            |                        |         |
| Zlatá     | 1. místo                   | 1. místo               |         |
| Stříbrná  | 2. místo                   | 2. místo               |         |
| Bronzová  | 3. místo                   | 3. místo               |         |
| Bez barvy | n. místo                   | n. místo               |         |
|           |                            |                        |         |
| Ocenění   |                            |                        |         |
| Zelená    | výborný                    | V                      |         |
| Zelená    | velmi dobrý                | VD                     |         |
| Zelená    | dobrý                      | D                      |         |
| Zelená    | obstál                     | O                      |         |
| Červená   | neobstál                   | N                      |         |
|           |                            |                        |         |
| Ostatní   |                            |                        |         |
| Bez barvy | nestartoval                | -                      |         |
| Bez barvy | třída neotevřena           | ×                      |         |
| Modrá     | neklasifikován / odstoupil | n.c.                   |         |
| Černá     | diskvalifikován            | DSQ                    |         |

## Zastoupení jednotlivých plemen
Početně nejvíce zastoupené plemeno je LR, který pravidelně tvoří více než polovinu všech startujících v sezóně. V období 2011 až 2015 dokonce tvořil více než dvě třetiny všech startujících. Dalšími výrazně zastoupenými plemeny jsou GR a FCR, ovšem obě tyto plemena nedosahují ani zdaleka takové účasti jako LR. Zbylá tři plemena, tj. CCR, CBR a NSR, tvoří v součtu necelou desetinu ze startujících.
Údaje zahrnují pouze working testy retrieverů pořádaných RSCZ od roku 2007. Do statistik jsou zahrnuti i startující z ciziny. Startující mimo soutěž nejsou započteni.
| Rok  | Retrieveři | Retrieveři | Retrieveři | Retrieveři | Retrieveři | Retrieveři |    | Celkem | Ø WT | Pozn.           |
| Rok  | CCR        | FCR        | GR         | CBR        | LR         | NSR        | AC | Celkem | Ø WT | Pozn.           |
| ---- | ---------- | ---------- | ---------- | ---------- | ---------- | ---------- | -- | ------ | ---- | --------------- |
| 2007 | -          | 6          | 35         | 2          | 45         | -          | -  | 88     | 22,4 | [ p 1 ]         |
| 2008 | 1          | 2          | 38         | 4          | 48         | -          | -  | 93     | 31,6 |                 |
| 2009 | 1          | 2          | 36         | 3          | 50         | -          | 1  | 93     | 34,2 | [ p 2 ] [ p 3 ] |
| 2010 | 1          | 4          | 29         | 1          | 56         | -          | -  | 91     | 31,3 |                 |
| 2011 | 1          | 5          | 17         | 3          | 64         | -          | -  | 90     | 30,2 |                 |
| 2012 | 1          | 10         | 10         | 4          | 56         | 4          | -  | 82     | 28,4 |                 |
| 2013 | 1          | 11         | 10         | 1          | 53         | 1          | -  | 77     | 31,6 |                 |
| 2014 | 2          | 17         | 15         | 1          | 77         | 1          | -  | 113    | 46,2 |                 |
| 2015 | -          | 11         | 18         | 2          | 79         | 2          | -  | 112    | 47,2 |                 |
| 2016 | 1          | 13         | 17         | 1          | 71         | 4          | -  | 107    | 44,4 |                 |
| 2017 | 1          | 20         | 14         | 1          | 55         | 2          | -  | 93     | 32,0 |                 |
| 2018 | 2          | 26         | 18         | -          | 63         | 4          | 1  | 114    | 46,2 |                 |
| 2019 | 2          | 28         | 34         | 2          | 67         | 5          | -  | 138    | 54,0 |                 |
| 2020 | -          | 10         | 16         | 1          | 37         | 6          | -  | 70     | 45,0 |                 |
| 2021 | 1          | 21         | 20         | -          | 62         | 7          | -  | 111    | 66,5 | [ p 4 ]         |
| 2022 | 2          | 33         | 34         | -          | 88         | 13         | 1  | 171    | 75,0 | [ p 5 ]         |

       vítězné plemeno
- Ø WT - průměr startujících na WT během sezóny.

Poznámky
1. ↑  Statistika zahrnuje Working testy konané pouze v roce 2007. Pokud by se započetlo i WT finále 2006, celkový počet startujících by činil 94.
2. ↑  Kokršpaněl Cyhinfa Heinz[25] startoval 4. dubna 2009 jako LR na WT Tábor ve třídě L[26].
3. ↑  Statistika zahrnuje Working testy konané pouze v roce 2009 v rámci RSCZ. Pokud by se započetlo i WT finále 2008, 2. kolo BM Cupu a WT pořádány RKCZ, celkový počet startujících by činil 101.
4. ↑  V případě nezapočtení nedělních třídy L je průměr startujících na WT během sezóny jen 52,0.
5. ↑  V případě nezapočtení nedělních třídy L je průměr startujících na WT během sezóny jen 67,6.